# Cloridenberg
Der Cloridenberg ist eine 124,6 m ü. NHN hohe Erhebung der Calvörder Berge. Er liegt im Süden des Gemeindegebiets von Calvörde im sachsen-anhaltischen Landkreis Börde.

## Geographie

### Lage
Der Cloridenberg erhebt sich im Mittelteil der Calvörder Berge und im langgestreckten Südzipfel des Gemeindegebiets von Calvörde. Sein Gipfel liegt 4,2 km südsüdwestlich des Calvörder Kernorts, 2,6 km westlich von Wieglitz, einem Ortsteil von Bülstringen, sowie 1,9 km nordöstlich von Flechtingen Bahnhof und 2,5 km ostsüdöstlich von Böddensell, zwei Ortsteilen von Flechtingen.
Die Landschaft fällt nach Osten über den auf dem unteren Hang der Erhebung und östlich von Wieglitz verlaufenden Mittellandkanal zum etwas jenseits davon nach Südsüdosten fließenden Elbe-Zufluss Ohre ab; nach Westen fällt sie vorbei an Flechtingen Bahnhof und Böddensell zur Streenriethe (Streen-Riethe) ab, die westlich von Böddensell in den dort nach Nordwesten fließenden Aller-Zufluss Spetze mündet.
Nördlich liegt der Mörderberg (116,8 m) und südsüdöstlich der Rabenberg (145,7 m). Östlich verläuft die Landesstraße 24 (Calvörde–Bülstringen) und westlich die L 25 (Calvörde–Wieglitz) mit der jenseits davon befindlichen Bahnstrecke Wolfsburg–Magdeburg.

### Naturräumliche Zuordnung
Der Cloridenberg gehört in der naturräumlichen Haupteinheitengruppe Weser-Aller-Flachland (Nr. 62), in der Haupteinheit Ostbraunschweigisches Flachland (624) und in der Untereinheit Obisfelder-Calvörder Endmoränenplatten (624.5) zum Naturraum Calvörder Hügelland (624.53).

## Beschreibung und Geschichte

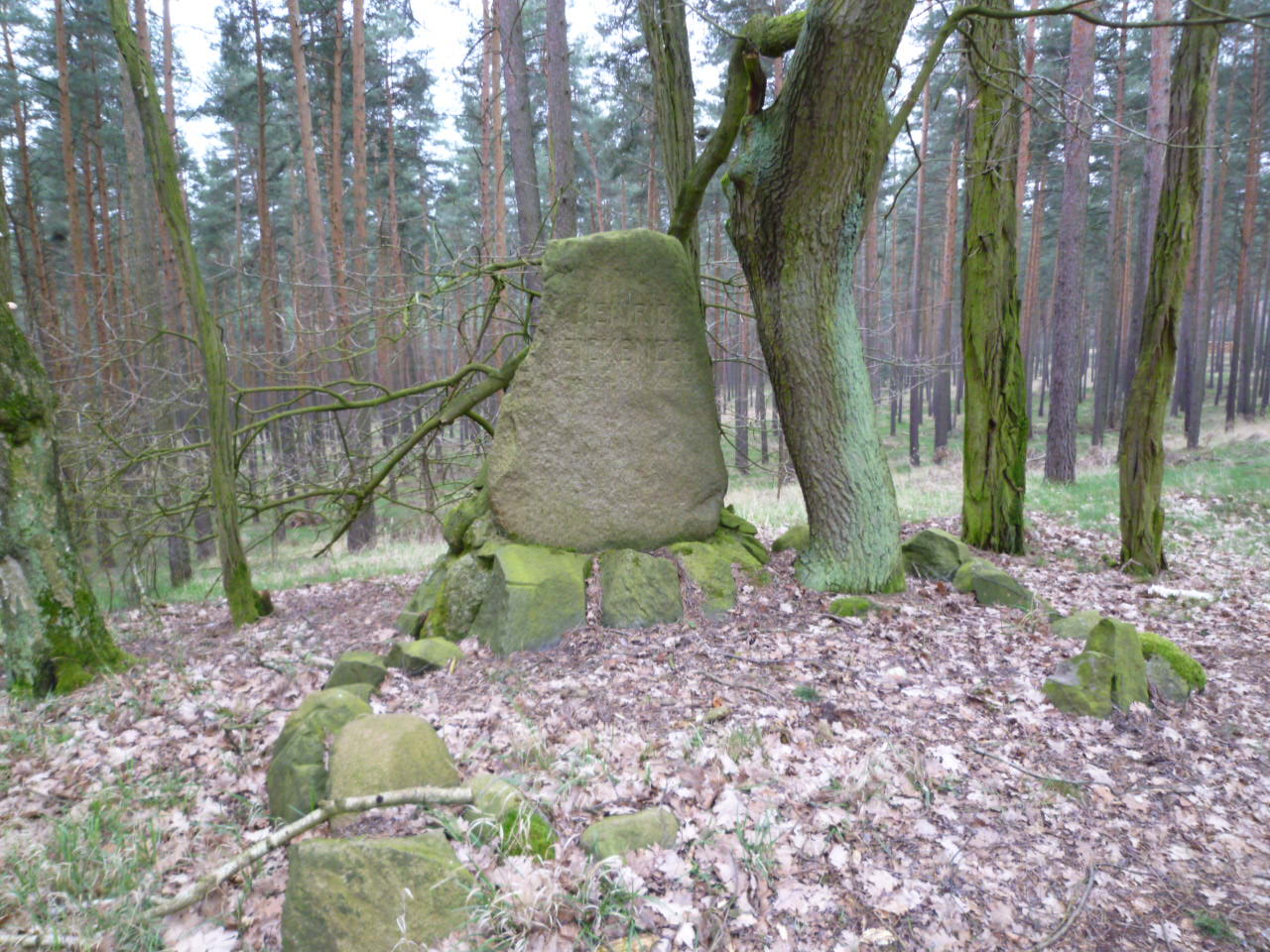
Grab von Heinrich Fickendey auf dem Cloridenberg

Auf dem Cloridenberg liegen Teile des Calvörder Forsts – insbesondere mit Nadelwald. Auf seinem Osthang floss nördlich vorbei an Wieglitz die zum Einzugsgebiet der Ohre gehörende Klare Grete, deren Quelle ab 1860 zu versiegen begann. Unweit davon lag einst das heute wüste Dorf Käsdorf. Auf der Erhebung liegt das Grab von Heinrich Fickendey (1843–1925), einem ehemaligen Abgeordneten und Vizepräsidenten des Braunschweigischen Landtags. In der Umgebung gibt es viele historische Grenzsteine, die Zeugnis aus der Zeit sind, als Calvörde zum Freistaat Braunschweig gehörte.